# Правша
Правша (праворукий) — человек, которому удобнее пользоваться правой рукой, чем левой: он скорее всего будет писать и применять правую руку для личных потребностей.
Согласно различным исследованиям, от 85 до 90 % населения земли является правшами, в то время как оставшиеся — левшами. Очень маленький процент от населения может одинаково хорошо использовать обе руки; человек с такой способностью является амбидекстром.

## Почему правши преобладают?
На данный момент не существует господствующей теории, которая объясняет, почему праворукость является намного более распространённой. Нейрологически, моторными навыками правой стороны тела управляет левое полушарие мозга, таким образом исследователи полагают, что объяснение может быть найдено в различиях между двумя полушариями мозга. Например, недавние исследования выявили, что правши используют правую сторону мозга, чтобы сосредоточиться на всем образе, а левую — чтобы сосредоточиться на деталях в пределах образа. Это наблюдаемое различие, как и многие другие, является признаком праворукости, но ясно не объясняет причину её возникновения.

## Ведущая нога
Быть «правшой» не всегда означает, что ведущая нога находится также на правой стороне. Например, играя в футбол, много людей предпочитают использовать левую ногу вместо правой несмотря на то, что они являются праворукими.

## Теории, объясняющие преобладание правшей
- Разделение труда полушариями мозга: смысл теории состоит в том, что за работу речевого и двигательного (ручная работа) центров отвечает одно и то же полушарие мозга, что является более эффективным, чем разделение работы на два полушария.

- Эволюционная теория асимметрии В. А. Геодакяна: объясняет преобладание праворукости доминированием левого полушария. Праворукость возникает как следствие левополушарного контроля правой стороны тела в нормальных условиях.

## Правши в обществе
В прошлом, во множестве школ по всему миру заставляли детей-левшей писать правой рукой. В исламе каждый обязан использовать правую руку для употребления пищи. Левая рука считается «нечистой». Рукопожатие также совершается правой рукой.
Большое количество технологических устройств преимущественно предназначено для правшей; примеры ежедневно используемых объектов, прежде всего предназначенных для правшей включают холодильники, ножницы, микроволновые печи, консервные ножи. Большинство классических японских мечей и современные ножи для приготовления пищи пригодны для их более эффективного использования правой рукой. Многие джойстики для игры на компьютере и некоторые компьютерные мыши имеют форму, более удобную для использования правой рукой. При выстреле от левого плеча из военных винтовок, разработанных для стрельбы только от правого плеча, левша получал повреждения от гильзы, так как она попадала ему в глаз или в голову.